# MESP1
MESP1 (англ. Mesoderm posterior bHLH transcription factor 1) – білок, який кодується однойменним геном, розташованим у людей на короткому плечі 15-ї хромосоми. Довжина поліпептидного ланцюга білка становить 268 амінокислот, а молекулярна маса — 28 501.
| 10         |  | 20         |  | 30         |  | 40         |  | 50         |
| ---------- |  | ---------- |  | ---------- |  | ---------- |  | ---------- |
| MAQPLCPPLS |  | ESWMLSAAWG |  | PTRRPPPSDK |  | DCGRSLVSSP |  | DSWGSTPADS |
| PVASPARPGT |  | LRDPRAPSVG |  | RRGARSSRLG |  | SGQRQSASER |  | EKLRMRTLAR |
| ALHELRRFLP |  | PSVAPAGQSL |  | TKIETLRLAI |  | RYIGHLSAVL |  | GLSEESLQRR |
| CRQRGDAGSP |  | RGCPLCPDDC |  | PAQMQTRTQA |  | EGQGQGRGLG |  | LVSAVRAGAS |
| WGSPPACPGA |  | RAAPEPRDPP |  | ALFAEAACPE |  | GQAMEPSPPS |  | PLLPGDVLAL |
| LETWMPLSPL |  | EWLPEEPK   |  |            |  |            |  |            |

A: Аланін

C: Цистеїн

D: Аспарагінова кислота

E: Глутамінова кислота

F: Фенілаланін

G: Гліцин

H: Гістидин

I: Ізолейцин

K: Лізин

L: Лейцин

M: Метіонін

P: Пролін

Q: Глутамін

R: Аргінін

S: Серин

T: Треонін

V: Валін

W: Триптофан

Кодований геном білок за функцією належить до білків розвитку. 
Задіяний у таких біологічних процесах, як транскрипція, регуляція транскрипції. 
Білок має сайт для зв'язування з ДНК. 
Локалізований у ядрі.